# Daniel Breck
Daniel Breck (* 12. Februar 1788 in Topsfield, Essex County, Massachusetts; † 4. Februar 1871 in Richmond, Kentucky) war ein US-amerikanischer Politiker. Zwischen 1849 und 1851 vertrat er den Bundesstaat Kentucky im US-Repräsentantenhaus.

## Werdegang
Daniel Breck war der jüngere Bruder von Samuel Breck (1771–1862), der zwischen 1823 und 1825 für den Staat Pennsylvania im Kongress saß. Er besuchte die öffentlichen Schulen seiner Heimat und unterrichtete danach für einige Zeit selbst als Lehrer. Danach studierte er bis 1812 am Dartmouth College in Hanover (New Hampshire). Nach einem anschließenden Jurastudium und seiner 1814 erfolgten Zulassung als Rechtsanwalt begann er in Richmond in diesem Beruf zu arbeiten. Später wurde er Richter am dortigen Bezirksgericht. Gleichzeitig begann Breck eine politische Laufbahn. Zwischen 1824 und 1827 sowie nochmals im Jahr 1834 war er Abgeordneter im Repräsentantenhaus von Kentucky. Von 1835 bis 1843 leitete Breck die Filiale der Staatsbank von Kentucky in Richmond. Zwischen 1843 und 1849 fungierte er als beisitzender Richter am Kentucky Supreme Court.
Politisch schloss sich Breck der Whig Party an. Bei den Kongresswahlen des Jahres 1848 wurde er im sechsten Wahlbezirk von Kentucky in das US-Repräsentantenhaus in Washington, D.C. gewählt, wo er am 4. März 1849 die Nachfolge von Green Adams antrat.  Bis zum 3. März 1851 absolvierte er eine Legislaturperiode im Kongress, die von den Debatten um die Frage der Sklaverei und dem Kompromiss von 1850 im Vorfeld des Bürgerkrieges geprägt war. Nach seiner Zeit im Repräsentantenhaus kehrte Daniel Breck nach Richmond zurück. Dort wurde er erneut Leiter der dortigen Filiale der Staatsbank. Er starb am 4. Februar 1871.